# De Peppel
De Peppel is een kleine woonwijk in de Friese plaats Drachten en vormt het noordelijke deel van de wijk de Singels.
Ze ligt ingeklemd tussen de Gauke Boelensstraat, Tjalling Wagenaarstraat, Zuiderhogeweg en Moleneind. Het is een van de zogeheten 'inbreidingslocaties' van Drachten. Voorheen waren op deze locatie de Kijlstra betonfabriek en een sportpark gevestigd. Het bedrijf is in de jaren zeventig verhuisd naar bedrijventerrein Tussendiepen. Eind jaren 80 maakte de gemeente Smallingerland een woningbouwplan voor dit gebied. Volgens de schetsen konden op het terrein zo'n 250 woningen verrijzen.
Tussen 1992 en 1994 werd de wijk gebouwd. Er kwamen rijenwonigen, tweekappers en vrijstaande woningen. Volgens critici zijn de woningen te dicht opeen gebouwd. Het gevolg is een wijk met veel steen en beton en weinig openbaar groen.
In de wijk zijn geen scholen en winkels gevestigd vanwege de nabijheid van de binnenstad met al zijn voorzieningen.